# Zeb
Zeb és una concentració de població designada pel cens dels Estats Units a l'estat d'Oklahoma. Segons el cens del 2000 tenia 498 habitants.

## Demografia
Segons el cens del 2000, Zeb tenia 498 habitants, 179 habitatges, i 143 famílies. La densitat de població era de 22,4 habitants per km².
Dels 179 habitatges en un 37,4% hi vivien nens de menys de 18 anys, en un 70,4% hi vivien parelles casades, en un 6,7% dones solteres, i en un 19,6% no eren unitats familiars. En el 14,5% dels habitatges hi vivien persones soles el 6,7% de les quals corresponia a persones de 65 anys o més que vivien soles. El nombre mitjà de persones vivint en cada habitatge era de 2,78 i el nombre mitjà de persones que vivien en cada família era de 3,1.
Per edats la població es repartia de la següent manera: un 27,1% tenia menys de 18 anys, un 9,4% entre 18 i 24, un 27,3% entre 25 i 44, un 25,9% de 45 a 60 i un 10,2% 65 anys o més.
L'edat mediana era de 34 anys. Per cada 100 dones de 18 o més anys hi havia 93,1 homes.
La renda mediana per habitatge era de 32.500 $ i la renda mediana per família de 38.750 $. Els homes tenien una renda mediana de 28.125 $ mentre que les dones 22.250 $. La renda per capita de la població era de 14.547 $. Entorn del 13,5% de les famílies i el 15,6% de la població estaven per davall del llindar de pobresa.

## Poblacions més properes
El següent diagrama mostra les poblacions més properes.